# Dirottamento del volo TWA 840
Il volo TWA 840 era un volo della Trans World Airlines dall'aeroporto internazionale Leonardo da Vinci di Roma all'aeroporto internazionale Ben Gurion di Tel Aviv, in Israele, che fu dirottato il 29 agosto 1969. Non ci furono vittime anche se almeno 2 passeggeri furono leggermente feriti e l'aereo venne danneggiato in modo significativo. 2 ostaggi vennero trattenuti per 2 mesi.
Nell'agosto 1969, i capi dell'organizzazione comunista palestinese Fronte Popolare per la Liberazione della Palestina (FPLP) appresero che Yitzhak Rabin, allora ambasciatore israeliano negli Stati Uniti, avrebbe dovuto essere a bordo di una Trans World Airlines (TWA) Roma-Atene-Tel Aviv. Verso la fine del mese (il 29), due agenti, Leila Khaled e Salim Issawi, dirottarono l'aereo. Rabin non era a bordo, ma lo era il diplomatico americano Thomas D. Boyatt. I dirottatori fecero atterrare i piloti all'aeroporto internazionale di Damasco, in Siria, evacuarono l'aereo, un Boeing 707, e fecero saltare in aria la sezione del muso dell'aereo. Le autorità siriane arrestarono i dirottatori e rilasciarono immediatamente i 12 membri dell'equipaggio e 95 passeggeri, trattenendo inizialmente sei passeggeri israeliani. Di questi, quattro vennero rilasciati il 30. I restanti due passeggeri israeliani vennero rilasciati a dicembre in cambio di 71 soldati siriani ed egiziani rilasciati da Israele. I due dirottatori palestinesi vennero rilasciati senza accuse a metà ottobre.
L'aereo subì danni per 4 milioni di dollari. Boeing riparò l'aereo, adattando la sezione del muso deviata dalla linea di produzione a Renton e adattata alle specifiche dell'aereo. L'aereo venne nuovamente immatricolato N28714 e rimesso in servizio. Nel marzo 1980, l'aereo fu ritirato dal servizio, venendo utilizzato come ricambio per la flotta di KC-135 Stratotanker della United States Air Force. La registrazione dell'aereo venne cancellata nel marzo 1984.
Thomas Boyatt ricevette molte medaglie e premi per il suo coraggio ed eroismo mostrato durante il dirottamento, incluso un Meritorious Honor Award.